# Warum Ulli sich am Weihnachtsabend umbringen wollte
Warum Ulli sich am Weihnachtsabend umbringen wollte (Engelse titel: Why Ulli Wanted to Kill Himself on Christmas Eve) is een Duitse tragikomedie uit 2005, geregisseerd en geschreven door Edwin Brienen.

## Verhaal
Eenzame ziel Ulli (Marin Caktas) begint een vertwijfelde zoektocht naar gezelschap voor de kerstdagen. Maar wie hij ook vraagt, niemand heeft tijd voor hem. Zijn beste vriend (Tomas Spencer), zijn zus (Nicole Ohliger) en zelfs zijn moeder (Ades Zabel) wijzen hem allemaal de deur. Voor Ulli is de zoektocht een driedaagse nachtmerrie vol afwijzing en vernedering. In een wanhopige laatste daad besluit Ulli het meisje Cat (Malah Helman) te ontvoeren, en haar te dwingen met hem de kerstavond door te brengen.

## Rolverdeling
- Marin Caktas: Ulli
- Tomas Spencer: Elton
- Laura Tonke: Astrid
- Ades Zabel: Evelyn
- Esther Eva Verkaaik: Karin
- Nicole Ohliger: Bettina
- René Ifrah: Heino
- Chaim Levano: grootvader
- Malah Helman: Cat